# 白龙庙 (常州市)
白龙庙，位于江苏省常州市武进区，是中华人民共和国江苏省文物保护单位之一。
2011年12月30日，授予江苏省文物保护单位，是一座古建筑。